# Gran Premio del Portogallo 1992
Il Gran Premio del Portogallo 1992 si è svolto domenica 27 settembre 1992 sul Circuito di Estoril. La gara è stata vinta da Nigel Mansell su Williams seguito da Gerhard Berger su McLaren e da Ayrton Senna su McLaren.

## Prima della gara
- La Fondmetal, perso l'appoggio economico del proprio sponsor principale, si ritira dal Campionato.

## Qualifiche
Le qualifiche riflettono chiaramente i valori in campo, con le due Williams di Mansell e Patrese in prima fila davanti alle due McLaren di Senna e Berger ed alle due Benetton di Schumacher e Brundle. Competitive anche le Lotus, con Häkkinen e Herbert rispettivamente settimo e nono, separati sulla griglia di partenza da Alboreto. Chiude la top ten Alesi, mentre Capelli, sulla seconda Ferrari, è solo sedicesimo.
Il ridotto numero di iscritti al Gran Premio, ora sceso a 26, esattamente pari agli ammessi alla partenza, fa sì che questo sia il primo senza mancate qualificazioni dal Gran Premio del Giappone 1987.

### Classifica
| Pos | No | Pilota               | Costruttore                     | Tempo    | Distacco |
| --- | -- | -------------------- | ------------------------------- | -------- | -------- |
| 1   | 5  | Nigel Mansell        | Williams - Renault              | 1:13.041 |          |
| 2   | 6  | Riccardo Patrese     | Williams - Renault              | 1:13.672 | +0.631   |
| 3   | 1  | Ayrton Senna         | McLaren - Honda                 | 1:14.258 | +1.217   |
| 4   | 2  | Gerhard Berger       | McLaren - Honda                 | 1:15.068 | +2.027   |
| 5   | 19 | Michael Schumacher   | Benetton - Ford                 | 1:15.356 | +2.323   |
| 6   | 20 | Martin Brundle       | Benetton - Ford                 | 1:16.084 | +3.043   |
| 7   | 11 | Mika Häkkinen        | Lotus - Ford                    | 1:16.173 | +3.132   |
| 8   | 9  | Michele Alboreto     | Footwork - Mugen-Honda          | 1:16.282 | +3.241   |
| 9   | 12 | Johnny Herbert       | Lotus - Ford                    | 1:16.628 | +3.587   |
| 10  | 27 | Jean Alesi           | Ferrari                         | 1:16.884 | +3.843   |
| 11  | 25 | Thierry Boutsen      | Ligier - Renault                | 1:16.930 | +3.889   |
| 12  | 4  | Andrea De Cesaris    | Tyrrell - Ilmor                 | 1:17.240 | +4.199   |
| 13  | 29 | Bertrand Gachot      | Venturi Larrousse - Lamborghini | 1:17.250 | +4.209   |
| 14  | 26 | Érik Comas           | Ligier - Renault                | 1:17.264 | +4.223   |
| 15  | 3  | Olivier Grouillard   | Tyrrell - Ilmor                 | 1:17.277 | +4.236   |
| 16  | 28 | Ivan Capelli         | Ferrari                         | 1:17.287 | +4.246   |
| 17  | 10 | Aguri Suzuki         | Footwork - Mugen-Honda          | 1:17.361 | +4.320   |
| 18  | 24 | Gianni Morbidelli    | Minardi - Lamborghini           | 1:17.387 | +4.346   |
| 19  | 21 | Jyrki Järvilehto     | Scuderia Italia - Ferrari       | 1:17.474 | +4.433   |
| 20  | 33 | Maurício Gugelmin    | Jordan - Yamaha                 | 1:17.631 | +4.590   |
| 21  | 22 | Pierluigi Martini    | Scuderia Italia - Ferrari       | 1:17.661 | +4.620   |
| 22  | 16 | Karl Wendlinger      | March - Ilmor                   | 1:18.060 | +5.019   |
| 23  | 17 | Emanuele Naspetti    | March - Ilmor                   | 1:18.092 | +5.051   |
| 24  | 32 | Stefano Modena       | Jordan - Yamaha                 | 1:18.318 | +5.277   |
| 25  | 30 | Ukyo Katayama        | Venturi Larrousse - Lamborghini | 1:18.592 | +5.551   |
| 26  | 23 | Christian Fittipaldi | Minardi - Lamborghini           | 1:18.615 | +5.574   |

## Gara
Prima del via la vettura di Schumacher fatica ad avviarsi; il pilota tedesco è costretto a schierarsi in fondo al gruppo. Alla partenza Mansell e Patrese mantengono le prime posizioni; l'ordine rimane invariato fino al pit stop dell'italiano, che gli fa perdere diverse posizioni a causa di un problema tecnico. Patrese rimonta fino ad arrivare alle spalle di Berger; quando però il pilota della McLaren rientra ai box (senza segnalarlo), l'italiano si fa sorprendere dalla manovra del rivale, tamponandolo violentemente. La vettura di Patrese vola in aria, finendo la propria corsa contro il muro della pit lane. Il pilota della Williams è illeso, ma la pista è disseminata di detriti e questo causa forature a diversi piloti, tra cui Schumacher e Martini. Mansell continua a condurre indisturbato fino alla fine, ottenendo la sua nona vittoria stagionale davanti a Berger, Senna (costretto a quattro soste ai box per problemi di manovrabilità della sua McLaren), Brundle, Häkkinen e Alboreto.

### Classifica
| Pos      | N. | Pilota               | Costruttore/Motore              | Giri | Tempo/Ritiro            | Griglia | Punti |
| -------- | -- | -------------------- | ------------------------------- | ---- | ----------------------- | ------- | ----- |
| 1        | 5  | Nigel Mansell        | Williams - Renault              | 71   | 1:34'46.659             | 1       | 10    |
| 2        | 2  | Gerhard Berger       | McLaren - Honda                 | 71   | +37.533                 | 4       | 6     |
| 3        | 1  | Ayrton Senna         | McLaren - Honda                 | 70   | +1 giro                 | 3       | 4     |
| 4        | 20 | Martin Brundle       | Benetton - Ford                 | 70   | +1 giro                 | 6       | 3     |
| 5        | 11 | Mika Häkkinen        | Lotus - Ford                    | 70   | +1 giro                 | 7       | 2     |
| 6        | 9  | Michele Alboreto     | Footwork - Mugen-Honda          | 70   | +1 giro                 | 8       | 1     |
| 7        | 19 | Michael Schumacher   | Benetton - Ford                 | 69   | +2 giri                 | 5       |       |
| 8        | 25 | Thierry Boutsen      | Ligier - Renault                | 69   | +2 giri                 | 11      |       |
| 9        | 4  | Andrea De Cesaris    | Tyrrell - Ilmor                 | 69   | +2 giri                 | 12      |       |
| 10       | 10 | Aguri Suzuki         | Footwork - Mugen-Honda          | 68   | +3 giri                 | 17      |       |
| 11       | 17 | Emanuele Naspetti    | March - Ilmor                   | 68   | +3 giri                 | 23      |       |
| 12       | 23 | Christian Fittipaldi | Minardi - Lamborghini           | 68   | +3 giri                 | 26      |       |
| 13       | 32 | Stefano Modena       | Jordan - Yamaha                 | 68   | +3 giri                 | 24      |       |
| 14       | 24 | Gianni Morbidelli    | Minardi - Lamborghini           | 68   | +3 giri                 | 18      |       |
| Ritirato | 21 | Jyrki Järvilehto     | Scuderia Italia - Ferrari       | 51   | Problemi fisici         | 19      |       |
| Ritirato | 16 | Karl Wendlinger      | March - Ilmor                   | 48   | Cambio                  | 22      |       |
| Ritirato | 26 | Érik Comas           | Ligier - Renault                | 47   | Motore                  | 14      |       |
| Ritirato | 30 | Ukyo Katayama        | Venturi Larrousse - Lamborghini | 46   | Testacoda               | 25      |       |
| Ritirato | 22 | Pierluigi Martini    | Scuderia Italia - Ferrari       | 43   | Incidente               | 21      |       |
| Ritirato | 6  | Riccardo Patrese     | Williams - Renault              | 43   | Collisione con G.Berger | 2       |       |
| Ritirato | 28 | Ivan Capelli         | Ferrari                         | 34   | Motore                  | 16      |       |
| Ritirato | 3  | Olivier Grouillard   | Tyrrell - Ilmor                 | 27   | Cambio                  | 15      |       |
| Ritirato | 29 | Bertrand Gachot      | Venturi Larrousse - Lamborghini | 25   | Motore                  | 13      |       |
| Ritirato | 33 | Maurício Gugelmin    | Jordan - Yamaha                 | 19   | Impianto elettrico      | 20      |       |
| Ritirato | 27 | Jean Alesi           | Ferrari                         | 12   | Testacoda               | 10      |       |
| Ritirato | 12 | Johnny Herbert       | Lotus - Ford                    | 2    | Collisione con J.Alesi  | 9       |       |

## Classifiche Mondiali

### Piloti
| Pos. | Pilota             | Punti |
| ---- | ------------------ | ----- |
| 1    | Nigel Mansell      | 108   |
| 2    | Ayrton Senna       | 50    |
| 3    | Michael Schumacher | 47    |
| 4    | Riccardo Patrese   | 46    |
| 5    | Gerhard Berger     | 33    |
| 6    | Martin Brundle     | 30    |
| 7    | Jean Alesi         | 13    |
| 8    | Mika Häkkinen      | 11    |
| 9    | Michele Alboreto   | 6     |
| 10   | Andrea De Cesaris  | 5     |
| 11   | Érik Comas         | 4     |
| 12   | Karl Wendlinger    | 3     |
| 12   | Ivan Capelli       | 3     |
| 14   | Johnny Herbert     | 2     |
| 14   | Pierluigi Martini  | 2     |
| 16   | Bertrand Gachot    | 1     |

### Costruttori
| Pos. | Team                            | Punti |
| ---- | ------------------------------- | ----- |
| 1    | Williams - Renault              | 154   |
| 2    | McLaren - Honda                 | 83    |
| 3    | Benetton - Ford                 | 77    |
| 4    | Ferrari                         | 16    |
| 5    | Lotus - Ford                    | 13    |
| 6    | Footwork - Mugen-Honda          | 6     |
| 7    | Tyrrell - Ilmor                 | 5     |
| 8    | Ligier - Renault                | 4     |
| 9    | March - Ilmor                   | 3     |
| 10   | Scuderia Italia - Ferrari       | 2     |
| 11   | Venturi Larrousse - Lamborghini | 1     |